# 南肖爾斯 (北卡羅萊納州)
南肖爾斯（英語：Southern Shores）是一個位於美國北卡羅萊納州戴爾縣的城鎮。

## 人口
根據2020年美國人口普查的數據，南肖爾斯的面積為10.75平方千米，當中陸地面積為10.22平方千米，而水域面積為0.53平方千米。當地共有人口3090人，而人口密度為每平方千米287人。